# Typopeltis tarnanii
Espèce
Typopeltis tarnanii est une espèce d'uropyges de la famille des Thelyphonidae.

## Distribution
Cette espèce est endémique de Thaïlande.

## Description
Le mâle holotype mesure 44 mm.

## Publication originale
- Pocock, 1902 : A contribution to the systematics of the. Pedipalpi. Annals and Magazine of Natural History, sér. 7, vol. 9, p. 157-165 (texte intégral).